# Даница Грубачки
Даница Грубачки (Зрењанин, 1993) српска је глумица. Најпоознатија је по улози Стеле у филму Порно прича.

## Биографија
Даница Грубачки је рођена 1993. године у Зрењанину. Глуму је завршила на Академији уметности у Новом Саду 2017. године, у класи професора Љубослава Мајере. Монодраму Ово није државни посао написала је као свој мастер рад. Студирала је и француски језик и књижевност на Универзитету у Новом Саду. Од 2015. године играла је у Српском народном позоришту у Новом Саду, а од 2018. стални је члан ансамбла Народног позоришта у Сомбору.

## Улоге

### Позоришне представе
| Представа                       | Улога                      | Текст                 | Режија              | Позориште                                          | Премијера |
| ------------------------------- | -------------------------- | --------------------- | ------------------- | -------------------------------------------------- | --------- |
| Дух који хода                   | Милена                     | Дејан Дуковски        | Александар Поповски | Српско народно позориште                           | 2015.     |
| На Дрини ћуприја                | Фата Авдагина              | Иво Андрић            | Кокан Младеновић    | Српско народно позориште                           | 2016.     |
| Коштана                         | Стана                      | Борисав Станковић     | Кокан Младеновић    | Српско народно позориште                           | 2016.     |
| Војвођанска рапсодија (мјузикл) | више улога                 | Зоран Петровић        | Владимир Лазић      | Српско народно позориште                           | 2017.     |
| Родољупци                       | Милчика                    | Јован Стерија Поповић | Радоје Чупић        | Српско народно позориште                           | 2018.     |
| Кад би Сомбор био Холивуд       | Ирена Бошњак               | Радослав Златан Дорић | Кокан Младеновић    | Народно позориште у Сомбору                        | 2018.     |
| Тенор на зајам                  | Меги                       | Кен Лудвиг            | Оливера Ђорђевић    | Народно позориште у Сомбору                        | 2018.     |
| Самоубица                       | Викторија Викторовић       | Николај Ердман        | Милан Нешковић      | Народно позориште у Сомбору                        | 2018.     |
| Сумњиво лице                    | Марица                     | Бранислав Нушић       | Јагош Марковић      | Народно позориште у Сомбору                        | 1998.     |
| Тартиф                          | Маријана                   | Молијер               | Игор Вук Торбица    | Српско народно позориште, Народно позориште Сомбор | 2019.     |
| Ово није државни посао          | монодрама                  | Даница Грубачки       | Даница Грубачки     | Народно позориште Сомбор                           | 2019.     |
| Семпер идем                     | Тетка Елизабета/Ујна Ирина | Ђорђе Лебовић         | Горчин Стојановић   | Народно позориште Сомбор                           | 2019.     |
| Ћелава певачица                 | Мери                       | Ежен Јонеско          | Ива Милошевић       | Народно позориште Сомбор                           | 2020.     |
| Усамљени запад                  | Герлин Келехер             | Мартин Мекдона        | Стефан Гајић        | Народно позориште Сомбор                           | 2021.     |
| Ibi The Great                   | Мајка Иби                  | Алфред Жари           | Андраш Урбан        | Народно позориште Сомбор                           | 2021.     |
| Mилева                          | Лисе Анекарт               | група аутора          | Аница Томић         | Народно позориште Сомбор                           | 2022.     |
| Радован III                     | Катица                     | Вито Тауфер           | Душан Ковачевић     | Народно позориште Сомбор                           | 2023.     |
| Људи од воска                   | тренерица Весна            | Иван Вања Алач        | Мате Матишић        | Народно позориште Сомбор                           | 2024.     |

### Филмографија
| Год.   | Назив          | Улога  | Напомена         |
| ------ | -------------- | ------ | ---------------- |
| 2020-е |                |        |                  |
| 2020.  | Порајмос       | Црна   | кратки филм      |
| 2020.  | Неки бољи људи | Ирина  | ТВ серија, 3 еп. |
| 2023.  | Порно прича    | Стела  |                  |
| 2024.  | Дрим тим       | Зорана | ТВ серија, 1 еп. |

## Награде
- 2019: награда за најбољу младу глумицу на 4. фестивалу „Позоришно пролеће” у Шапцу за улогу Маријане у представи Тартиф.[5]
- 2019: награда „Уздарје” за глумицу вечери на Виминацијум фесту 2019. у представи На Дрини ћуприја, Српског народног позоришта, Нови Сад.[5]
- Награда за најбољу младу глумицу на фестивалу Дани комедије у Јагодини: 2019, за улогу Меги у представи Тенор на зајам.[5]
- Награда Марко Живић за најбољу младу глумицу на Фестивалу филмског сценарија у Врњачкој Бањи: 2022, за улогу Стеле у филму Порно прича.[8]
- Награда Никола Милић: 2023, за улогу Маријане у представи Тартиф.[5]